# Aureus
Aureus je bio starorimski zlatni novac. Iznosio je 1/40 rimske funte te je imao obaveznu masu od 8,18 grama. Dok je čistoća njegova zlata ostala besprijekorna, masa je bila podvrgnuta smanjenjima, tako da je na početku Dioklecijanove vlade iznosio 1/70 rimske funte i bio mase 4,67 grama.

## Vanjske poveznice
|  | Zajednički poslužitelj ima stranicu o temi Aureus                 |
|  | Zajednički poslužitelj ima još gradiva o temi Aureus (kategorija) |